# Toby Alderweireld
Pour les articles homonymes, voir Alderweireld.
Tobias Alderweireld, plus connu sous le nom de Toby Alderweireld (prononcé en néerlandais : [ˈtoːbi ˈɑldərʋɛːrəlt]), né le 2 mars 1989 à Wilrijk (Anvers) en Belgique, est un footballeur international belge, aujourd'hui retraité, qui joue au poste de défenseur.
Il commence sa carrière à l'Ajax Amsterdam où il évolue lors des cinq premières années de sa carrière. Avec le club néerlandais, il remporte plusieurs trophées, dont trois titres de champion des Pays-Bas en 2011, 2012 et en 2013. Grâce à ses bonnes performances, il est recruté en 2013 par l'Atlético de Madrid. Dès sa première saison, il remporte la Liga et atteint la finale de la Ligue des champions contre le Real Madrid (défaite 4-1). Après un prêt à Southampton, il rejoint en 2015 le club londonien de Tottenham Hotspur. Il s'impose rapidement comme un patron en défense, formant avec son coéquipier belge Jan Vertonghen l'une des meilleures charnières centrales de Premier League, permettant aux Spurs d'être la meilleure défense du championnat en 2016 et en 2017. En 2019, il permet aux Spurs de rallier la finale de la Ligue des champions pour la première fois de son histoire face au Liverpool FC (défaite 0-2).
En sélection nationale belge où il évolue depuis 2009, il participe à la Coupe du monde 2014, à l'Euro 2016, à la Coupe du monde 2018 où il termine à la 3e place du tournoi, ainsi qu’à l'Euro 2020. Le 6 mars 2023, il annonce prendre sa retraite internationale à l'âge de 34 ans après 127 rencontres disputées sous le maillot national.

## Biographie

### En club

#### Jeunesse et formation
Il commence le football à l'âge de cinq ans, dans le club de sa ville, le Germinal Ekeren, qui deviendra le Germinal Beerschot en 1999. À l'âge de quinze ans, le club néerlandais d'Amsterdam, l'Ajax, le recrute. Ainsi, Toby suit la trace de ses aînés Thomas Vermaelen et Jan Vertonghen quelques années auparavant. En effet, eux aussi ont été recrutés par l'Ajax Amsterdam alors qu'ils évoluaient au Germinal Beerschot.

#### Ajax Amsterdam (2009-2013)
Pour Toby Alderweireld, la formation aux Pays-Bas est très difficile. L'idée de rentrer en Belgique le prend à plusieurs reprises. Néanmoins, sa famille le persuade de continuer, et, le 18 janvier 2009, il fait ses débuts professionnels contre le NEC Nimègue, à l'extérieur. Son entraîneur, Marco van Basten, décide de le faire entrer en jeu à la 82e minute à la place de Miralem Sulejmani (victoire 4-2). Ses débuts en Coupe de l'UEFA arrivèrent un mois plus tard, contre la Fiorentina à l'Amsterdam ArenA. Il se retrouve sur le terrain avec ses compatriotes Thomas Vermaelen et Jan Vertonghen, qui deviendront plus tard ses coéquipiers dans la défense de l'équipe nationale belge. Le match se conclut par un match nul, suffisant aux ajacides pour accéder au tour suivant de la Coupe de l'UEFA. Malgré les deux premières titularisations d'Alderweireld dans une coupe d'Europe, l'Ajax s'incline face à l'Olympique de Marseille dans les prolongations du match retour (3-4 sur l'ensemble des deux matchs en faveur du club français). Cette saison-là, sur les huit matchs qu'il dispute, il n'inscrit aucun but, l'Ajax finit à la troisième place du championnat et ne remporte aucun titre. Marco van Basten démissionne de sa fonction d'entraîneur au profit de Martin Jol.
Courtisé par de nombreux autres club néerlandais, tels que le FC Twente et le NEC Nimègue, Toby Alderweireld décide de rester à l'Ajax pour la saison 2009-2010. Très vite, le nouvel entraîneur en fait un de ses piliers défensifs, avec son compatriote Jan Vertonghen et les Néerlandais Gregory van der Wiel et Vurnon Anita, tous âgés de moins de 23 ans. Toby inscrit son premier but chez les professionnels au Polman Stadion, contre l'Heracles Almelo, le 30 août 2009, reprenant de la tête un corner tiré par Demy de Zeeuw avec l'aide de la barre transversale. Il inscrit à la 68e minute le premier but de ce match, que l'Ajax remportera 0-3. Il marque son premier but à l'Amsterdam ArenA en janvier 2010, dans la prolongation du quart de finale contre le NEC Nimègue (victoire 3-2), en coupe nationale. L'Ajax remporte d'ailleurs cette coupe trois mois plus tard, permettant à Alderweireld de gagner son premier titre chez les professionnels. Toby inscrit également un but décisif dans la course au titre contre ADO La Haye, d'une frappe surpuissante dans la lucarne gauche dans le temps additionnel de la seconde période, offrant la victoire à son équipe (1-0). Toutefois, cela ne sera pas suffisant puisque, malgré une série de 14 victoires entre la vingt-et-unième et la dernière journée du championnat, l'Ajax doit laisser filer le titre au FC Twente, à un point près.
Il est élu talent de l'année de l'Ajax à l'issue de la saison 2009-2010.

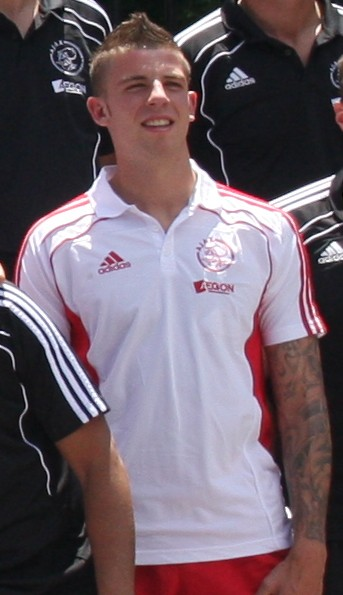
Alderweireld avec l'Ajax en 2011.

La saison suivante, Toby Alderweireld se distingue en marquant le centième but de l'histoire de l'Ajax Amsterdam en Ligue des champions, contre Auxerre (défaite 2-1 des amstellodamois) en novembre 2010. Il s'agit là de son premier but dans une compétition européenne. Il récidive le mois suivant contre l'AC Milan, d'une frappe surpuissante depuis l'extérieur de la surface dans la lucarne du gardien milanais, Marco Amelia. Ce but permet à l'Ajax de consolider sa troisième place du groupe G de la C1, assurant ainsi une place en seizièmes de finale de la Ligue Europa, au cours desquelles il inscrit un nouveau but, de la tête cette fois, lors de la large victoire ajacide contre le RSC Anderlecht. Le 6 décembre, Alderweireld voit son entraîneur Martin Jol limogé au profit de Frank de Boer. Alderweireld et ses coéquipiers vont alors aller chercher le trentième titre de champion des Pays-Bas de l'histoire du club, lors du dernier match contre le FC Twente, remporté 3-1. Il s'agit du premier titre de champion pour Toby, aligné dans la défense avec Jan Vertonghen pour ce match décisif.
La saison suivante commence très bien pour le défenseur belge, puisqu'il marque lors de la Supercoupe des Pays-Bas de football 2011, contre le FC Twente, d'une frappe limpide et surpuissante à 25 mètres, avec la complicité de la barre transversale. L'Ajax Amsterdam perd toutefois 2-1. Il inscrit également un but, de la tête cette fois en seizièmes de finale de la Ligue Europa, contre Manchester United, mais le club hollandais est quand même éliminé. En championnat, Alderweireld et son équipe parviennent à gagner le titre de champion pour la deuxième année consécutive, d'une manière moins laborieuse que la saison précédente (six points d'avance sur leur dauphin Feyenoord Rotterdam).
Avec le départ de Theo Janssen et celui de Jan Vertonghen, Toby devient vice capitaine de l'Ajax derrière Siem de Jong. Comme la saison précédente, il marque un but dès le premier match de la saison, lors de la Supercoupe contre le PSV Eindhoven (défaite 4-2), sur corner. Qualifié d'office pour la Ligue des champions, l'Ajax tombe dans le groupe de la mort avec le Borussia Dortmund, le Real Madrid et Manchester City. Ils se hissent néanmoins à la troisième place, synonyme de qualification pour les seizièmes de finale de la Ligue Europa. Alderweireld marque à cette occasion, contre le Steaua Bucarest, son dernier but avec le club qui l'a formé, mais ce n'est pas suffisant et l'Ajax est éliminé de toute compétition européenne. Toutefois, pour la troisième année consécutive, l'Ajax remporte le titre de champion des Pays-Bas, avec cette fois-ci 7 points d'avance sur leur dauphin, le PSV Eindhoven. Alderweireld peut soulever son troisième trophée de champion des Pays-Bas d'affilée.
Il finit 3e meilleur joueur et dans l'équipe-type de l'Eredivisie 2012-2013.
Alderweireld déclare être prêt à tout transfert si un bon club venait à faire une proposition. Le club anglais de Norwich City se montre intéressé, mais les deux parties ne parviennent pas à se mettre d'accord sur différents aspects du contrat.
Ainsi, le 23 août 2013, il joue son dernier match pour le club qui l'a formé, lors d'un match comptant pour la quatrième journée du championnat néerlandais. Ce match d'adieux se conclut par un partage 3-3 sur le terrain du SC Heerenveen, club entraîné par Marco van Basten, qui avait lancé Toby chez les pros cinq ans auparavant. Il est transféré au club espagnol de l'Atlético Madrid dans les dernières heures du mercato estival.

#### Atlético Madrid (2013-2015)

##### Champion d'Espagne et finaliste de la Ligue des champions

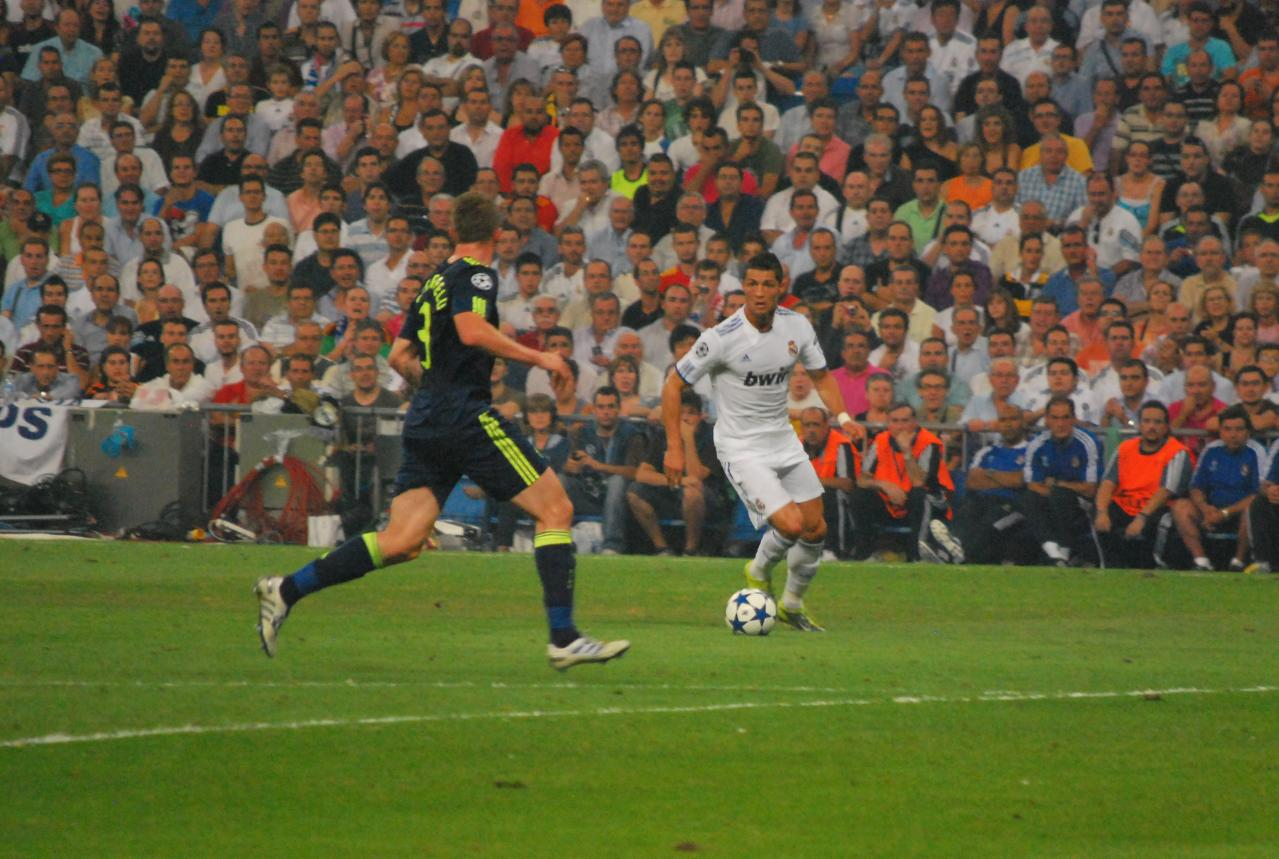
Alderweireld (de dos) avec l'Atlético Madrid face à Cristiano Ronaldo.

Alderweireld part à l'Atlético Madrid pour 7,5 millions d'euros le 31 août. Il rejoint son compatriote en équipe nationale Thibaut Courtois. Très vite, il doit faire face à la concurrence en défense centrale de l'Uruguayen Diego Godín et du Brésilien Miranda, privilégiés par l'entraîneur Diego Simeone, et doit attendre octobre pour jouer son premier match officiel pour son nouveau club. En effet, il dispute l'intégralité du match sur le terrain de l'Espanyol Barcelone perdu 1-0. Il inscrit son premier but le 18 décembre en Coupe du Roi contre le club de Sant Andreu, en coupant la trajectoire sur un coup franc de Gabi à la 93e minute, offrant la victoire à son équipe (2-1).
Le 11 mai 2014, au Stade Vicente Calderón, il inscrit un but important contre Malaga lors de la 37e journée du championnat. Il égalise de la tête sur un corner venu de la droite qui permet à son équipe de prendre un point très important leur permettant de rester devant le FC Barcelone, contre lequel l'Atletico allait jouer la semaine suivante. D'ailleurs, bien que Toby Alderweireld ne dispute pas le match, l'Atlético réussit à ramener le nul de Barcelone, leur permettant de décrocher le titre de champion d'Espagne.
Cependant, une semaine plus tard, les Colchoneros, avec Alderweireld à partir de la 84e minute, s'inclinent en finale de la Ligue des champions de l'UEFA 2013-2014 face au voisin madrilène, le Real de Madrid, après prolongations sur le score de 4-1.

##### Prêt à Southampton
N'ayant joué que 22 matchs et inscrit deux buts toutes compétitions confondues, Southampton obtient le prêt de Toby Alderweireld lors du mercato de l'été 2014. Il retrouve ainsi Ronald Koeman qui l'observait déjà du temps où Toby jouait en Eredivisie, avec l'Ajax Amsterdam. Il dispute son premier match après la trêve internationale, le 13 septembre 2014, lors de la quatrième journée du championnat. Ce jour-là, Southampton s'impose 4-0 contre Newcastle United.
Southampton réalise l'un des plus beaux débuts de saison de son histoire, et Alderweireld, patron de la défense aux côtés du Portugais José Fonte, n'y est pas étranger. Après le match nul sur le terrain d'Aston Villa lors de la douzième journée, Southampton est toujours bien placé à la deuxième place derrière Chelsea, futur champion, et Toby s'impose comme un leader des Saints.
Il inscrit son premier but en Premier League sur le terrain de Crystal Palace, lors de la victoire 1-3 des Saints sur un corner de James Ward-Prowse. Le club finit septième du championnat et se qualifie pour la Ligue Europa 2015-2016 au terme d'une saison au cours de laquelle Toby Alderweireld aura brillé et montré tout son potentiel[réf. nécessaire].

#### Tottenham Hotspur (2015-2021)

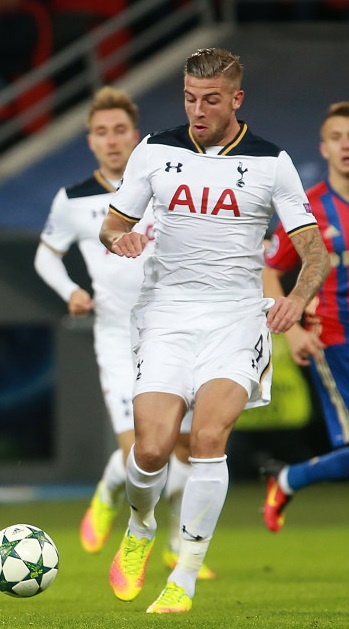
Alderweireld avec Tottenham contre le CSKA Moscou en Ligue des champions.

Après une bonne première saison en Premier League, malgré une approche de Southampton visant à le conserver, il est transféré à Tottenham pour 13 millions d'euros où il signe un contrat de 5 ans soit jusqu'en 2020. Il retrouve ses 2 anciens coéquipiers à l'Ajax, Jan Vertonghen et Christian Eriksen. Il rejoint également Mousa Dembélé et Nacer Chadli, ses coéquipiers en équipe nationale.

##### 2015-2016: Titulaire au sein de la meilleure défense d'Angleterre
Alderweireld est titularisé par Mauricio Pochettino aux côtés de Jan Vertonghen dès la première journée de championnat, contre Manchester United (défaite 1-0). Il inscrit son premier but sous ses nouvelles couleurs à domicile, lors de la victoire contre Manchester City (4-1).
Durant la saison, il dispute l'intégralité des 38 matchs de championnat ainsi que les 10 matchs de Ligue Europa, ce qui fait de lui le joueur le plus utilisé par Pochettino. Tottenham se distingue en étant la meilleure défense du championnat avec 35 buts encaissés (à égalité avec Manchester United). La charnière défensive qu'il forme avec Vertonghen suscite l'admiration dans les médias britanniques et étrangers. Les Spurs terminent finalement à la troisième place du championnat, leur meilleur résultat depuis plus de 25 ans. Toby Alderweireld est retenu dans l'équipe-type de la saison en compagnie de trois de ses coéquipiers.

##### 2016-2017: Vice-champion d'Angleterre
Alderweireld commence la saison dans la peau d'un titulaire indiscutable. Il parvient à inscrire un but en Ligue des champions lors de la défaite contre l'AS Monaco (1-2). Cependant, lors de la 8e journée de Championnat d'Angleterre de football 2016-2017, il se blesse au genou à l'heure de jeu sur le terrain de West Bromwich Albion. Cette blessure l'écarte des terrains durant près de deux mois, lui faisant rater six matchs de championnat et trois de Ligue des champions. Il fait son retour en décembre, lors de la victoire de son équipe 3-1 face au CSKA Moscou, en Ligue des champions.
Lors de la 38e journée de championnat, il marque son second but de la saison pour parachever le large succès de son équipe sur le terrain de Hull City (1-7). En grande partie grâce au duo belge Alderweireld-Vertonghen, Tottenham termine meilleure défense d'Angleterre pour la deuxième fois consécutive avec seulement 26 buts encaissés, soit une moyenne de 0,68 buts encaissés par match. Les Spurs se hissent également à la deuxième place du championnat, sept longueurs derrière Chelsea.

##### 2017-2018: Saison entachée par plusieurs blessures
Toby Alderweireld dispute tous les matchs de Tottenham en Premier League et en Ligue des champions du début de la saison jusqu'au 1er novembre 2017 où il s'est blessé aux ischio-jambiers face au Real Madrid (victoire 3-1). Cette blessure l'écarte des terrains pour plusieurs mois, mettant fin à son année 2017 remarquable. Il fait son retour quatre mois plus tard lors d'un match de FA Cup face à Newport County (victoire 2-0). Cependant, après son retour, il se blesse de nouveau aux ischio-jambiers lors d'un entraînement avec son club londonien et est de nouveau écarté et revient au mois d'avril en fin de saison.

##### 2018-2019: Finale de Ligue des champions
Après le mondial, Alderweireld regagne sa place comme titulaire dans l'équipe des Spurs. Il est prolongé en janvier jusqu'en 2020. Cependant, malgré sa très bonne saison, il marque un but contre son camp contre Liverpool en mars 2019 qui scelle la défaite de Tottenham à Anfield (2-1). Grâce à sa solidité défensive, qui permet à Tottenham de passer les huitièmes de finale sans prendre de but et de réussir son premier clean sheet contre Manchester City depuis 2016, Toby Alderweireld est l'un des joueurs phares des Spurs dans leur parcours vers leur première finale de Ligue des champions, qui est malheureusement perdue face à Liverpool (0-2).

#### Royal Antwerp FC (2022-2025)
Après une pige d'un an au Qatar, à Al-Duhail, Alderweireld rentre en Belgique, où il n'a encore jamais évolué en tant que professionnel, et signe un contrat portant sur trois saisons à l'Antwerp,.
Le 4 juin 2023, lors du match décisif pour le titre de Champion de Jupiler Pro League, il inscrit le but du 2-2 à la 94ème minute qui offre le titre à l'Antwerp.
À l'issue de la saison 2024-2025, Toby Alderweireld mettra un terme à sa carrière à l'Antwerp après trois saisons au sein du club de sa ville natale. Il aura contribué au titre de champion et à la Coupe de Belgique lors de la saison 2022-2023, un doublé historique pour le club,.

### En sélections nationales

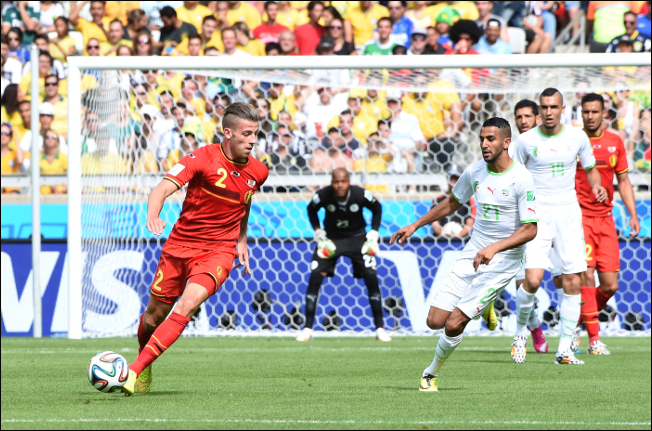
Alderweireld (à gauche) lors du match Belgique-Algérie durant la Coupe du monde 2014.

Toby Alderweireld est sélectionné dans toutes les catégories de jeunes depuis ses 15 ans et son arrivée à l'Ajax Amsterdam. Il prend notamment part à cinq rencontres chez les espoirs, alors entraînés par Jean-François De Sart.
Il est sélectionné par Francky Vercauteren dans le noyau belge se rendant à la Kirin Cup, au Japon, en mai 2009. Il est titularisé lors du premier match opposant la Belgique au Chili, qui se solde par un match nul, 1-1.
À partir des années 2010, la concurrence pour le poste de défenseur central est rude en équipe nationale. Toby doit en effet faire sa place aux côtés de Vincent Kompany, Daniel Van Buyten, Thomas Vermaelen, Nicolas Lombaerts ou encore de son équipier ajacide Jan Vertonghen. Ainsi, Georges Leekens, puis Marc Wilmots, sélectionneur à partir de l'été 2012, le font jouer au poste d'arrière-droit, où il entre alors en concurrence avec Guillaume Gillet, du RSC Anderlecht. Toby est titularisé à huit reprises lors des éliminatoires de la Coupe du monde, sur 10 possibles. La Belgique se qualifie pour sa première compétition internationale depuis 12 ans.
Le 19 novembre 2013, il inscrit son premier but lors d'un match amical de préparation à la Coupe du monde face au Japon, ce qui n'empêche pas la défaite de son équipe (2-3).

#### Coupe du monde 2014
En 2014, il est sélectionné pour la Coupe du monde de football 2014 en tant qu'arrière-droit titulaire devant Anthony Vanden Borre. Il dispute 4 matchs, dont le huitième de finale remporté face aux États-Unis (2-1) et le quart de finale perdu face à l'Argentine, et écope de deux cartons jaunes au cours de la compétition.

#### Euro 2016
En 2016, il dispute le Championnat d'Europe de football et marque le premier but belge en huitième de finale lors de la victoire 4-0 contre la Hongrie. Malgré un but de Radja Nainggolan, les Diables rouges seront éliminés en quarts-de-finales contre les Pays-de-Galles sur un score de 3-1. Ashley Williams, Hai Robson-Kanu et Sam Vokes seront les buteurs côté gallois.

#### Coupe du monde 2018
En 2018, il est sélectionné par Roberto Martinez pour disputer la Coupe du monde de football 2018. Il participe à six rencontres des sept disputées par les « diables rouges ». L'équipe finit troisième en marge de la "petite finale" disputée face à l'Équipe d'Angleterre de football.

#### Euro 2020
Alderweireld est à nouveau convoqué par Roberto Martinez pour disputer l'Euro 2020 où les Belges atteignent les quarts de finale, s'inclinant contre l'Italie (1-2), futur vainqueur de l'édition.

#### Coupe du monde 2022
Le 10 novembre 2022, il est sélectionné par Roberto Martínez pour participer à la Coupe du monde 2022. Il y joue, contre la Croatie, son 127ème et dernier match international avec la Belgique à la suite de l'annonce, le 6 mars 2023, de sa retraite internationale.

## Statistiques

### En club
| Saison                | Club                  | Championnat           | Championnat | Championnat | Championnat | Coupe nationale | Coupe nationale | Coupe nationale | Coupe de la Ligue | Coupe de la Ligue | Coupe de la Ligue | Supercoupe | Supercoupe | Supercoupe | Compétition(s) continentale(s) | Compétition(s) continentale(s) | Compétition(s) continentale(s) | Compétition(s) continentale(s) | Autres compétitions | Autres compétitions | Autres compétitions | Autres compétitions | Total | Total | Total |
| Saison                | Club                  | Division              | M.          | B.          | P.d.        | M.              | B.              | P.d.            | M.                | B.                | P.d.              | M.         | B.         | P.d.       | Comp.                          | M.                             | B.                             | P.d.                           | Comp.               | M.                  | B.                  | P.d.                | M.    | B.    | P.d.  |
| 2008-2009             | Ajax Amsterdam        | Eredivisie            | 5           | 0           | 0           | -               | -               | -               | -                 | -                 | -                 | -          | -          | -          | C3                             | 3                              | 0                              | 0                              | -                   | -                   | -                   | -                   | 8     | 0     | 0     |
| 2009-2010             | Ajax Amsterdam        | Eredivisie            | 31          | 2           | 2           | 6               | 1               | 1               | -                 | -                 | -                 | -          | -          | -          | C3                             | 8                              | 0                              | 0                              | -                   | -                   | -                   | -                   | 45    | 3     | 3     |
| 2010-2011             | Ajax Amsterdam        | Eredivisie            | 26          | 2           | 0           | 4               | 0               | 0               | -                 | -                 | -                 | 1          | 0          | 0          | C1+C3                          | 8+4                            | 2+1                            | 1+1                            | -                   | -                   | -                   | -                   | 43    | 5     | 2     |
| 2011-2012             | Ajax Amsterdam        | Eredivisie            | 29          | 1           | 4           | 3               | 0               | 1               | -                 | -                 | -                 | 1          | 1          | 0          | C1+C3                          | 5+2                            | 0+1                            | 0+0                            | -                   | -                   | -                   | -                   | 40    | 3     | 5     |
| 2012-2013             | Ajax Amsterdam        | Eredivisie            | 33          | 2           | 2           | 3               | 0               | 0               | -                 | -                 | -                 | 1          | 1          | 0          | C1+C3                          | 6+2                            | 0+1                            | 0+0                            | -                   | -                   | -                   | -                   | 45    | 4     | 2     |
| 2013-2014             | Ajax Amsterdam        | Eredivisie            | 4           | 0           | 0           | -               | -               | -               | -                 | -                 | -                 | 1          | 0          | 0          | -                              | -                              | -                              | -                              | -                   | -                   | -                   | -                   | 5     | 0     | 0     |
| Sous-total            | Sous-total            | Sous-total            | 128         | 7           | 8           | 16              | 1               | 2               | -                 | -                 | -                 | 4          | 2          | 0          | -                              | 38                             | 5                              | 2                              | -                   | -                   | -                   | -                   | 186   | 15    | 12    |
| 2013-2014             | Atlético de Madrid    | Liga                  | 12          | 1           | 0           | 6               | 1               | 0               | -                 | -                 | -                 | -          | -          | -          | C1                             | 4                              | 0                              | 0                              | -                   | -                   | -                   | -                   | 22    | 2     | 0     |
| 2014-2015             | Southampton FC (prêt) | Premier League        | 26          | 1           | 0           | -               | -               | -               | 2                 | 0                 | 0                 | -          | -          | -          | -                              | -                              | -                              | -                              | -                   | -                   | -                   | -                   | 28    | 1     | 0     |
| 2015-2016             | Tottenham Hotspur     | Premier League        | 38          | 4           | 2           | 1               | 0               | 0               | -                 | -                 | -                 | -          | -          | -          | C3                             | 10                             | 0                              | 0                              | -                   | -                   | -                   | -                   | 49    | 4     | 2     |
| 2016-2017             | Tottenham Hotspur     | Premier League        | 30          | 1           | 0           | 4               | 0               | 0               | -                 | -                 | -                 | -          | -          | -          | C1+C3                          | 3+2                            | 1+0                            | 0+0                            | -                   | -                   | -                   | -                   | 39    | 2     | 0     |
| 2017-2018             | Tottenham Hotspur     | Premier League        | 14          | 0           | 0           | 2               | 0               | 0               | 1                 | 0                 | 0                 | -          | -          | -          | C1                             | 4                              | 0                              | 0                              | -                   | -                   | -                   | -                   | 21    | 0     | 0     |
| 2018-2019             | Tottenham Hotspur     | Premier League        | 34          | 0           | 0           | -               | -               | -               | 4                 | 0                 | 0                 | -          | -          | -          | C1                             | 11                             | 0                              | 0                              | -                   | -                   | -                   | -                   | 49    | 0     | 0     |
| 2019-2020             | Tottenham Hotspur     | Premier League        | 33          | 2           | 2           | 3               | 0               | 0               | -                 | -                 | -                 | -          | -          | -          | C1                             | 6                              | 0                              | 0                              | -                   | -                   | -                   | -                   | 42    | 2     | 2     |
| 2020-2021             | Tottenham Hotspur     | Premier League        | 25          | 1           | 0           | 3               | 0               | 0               | 2                 | 0                 | 0                 | -          | -          | -          | C3                             | 5                              | 0                              | 0                              | -                   | -                   | -                   | -                   | 35    | 1     | 0     |
| Sous-total            | Sous-total            | Sous-total            | 174         | 8           | 4           | 13              | 0               | 0               | 7                 | 0                 | 0                 | -          | -          | -          | -                              | 41                             | 1                              | 0                              | -                   | -                   | -                   | -                   | 235   | 9     | 4     |
| 2021-2022             | Al-Duhail SC          | QSL                   | 20          | 0           | 0           | 4               | 1               | 2               | -                 | -                 | -                 | -          | -          | -          | ACL                            | 5                              | 0                              | 0                              | -                   | -                   | -                   | -                   | 29    | 1     | 2     |
| 2022-2023             | Royal Antwerp FC      | Division 1A           | 30          | 5           | 2           | 6               | 0               | 0               | -                 | -                 | -                 | -          | -          | -          | C4                             | 5                              | 0                              | 0                              | PO1                 | 6                   | 2                   | 0                   | 47    | 7     | 2     |
| 2023-2024             | Royal Antwerp FC      | Division 1A           | 29          | 3           | 4           | 6               | 1               | 0               | -                 | -                 | -                 | 1          | 0          | 0          | C1                             | 7                              | 0                              | 0                              | PO1                 | 10                  | 0                   | 0                   | 53    | 4     | 4     |
| 2024-2025             | Royal Antwerp FC      | Division 1A           | 27          | 3           | 3           | 5               | 0               | 0               | -                 | -                 | -                 | -          | -          | -          | -                              | -                              | -                              | -                              | PO1+BE              | 1+1                 | 0+0                 | 0+1                 | 34    | 3     | 4     |
| Sous-total            | Sous-total            | Sous-total            | 86          | 11          | 9           | 17              | 1               | 0               | -                 | -                 | -                 | 1          | 0          | 0          | -                              | 12                             | 0                              | 0                              | -                   | 18                  | 2                   | 1                   | 134   | 14    | 10    |
| Total sur la carrière | Total sur la carrière | Total sur la carrière | 446         | 28          | 21          | 56              | 4               | 4               | 9                 | 0                 | 0                 | 5          | 2          | 0          | -                              | 100                            | 6                              | 2                              | -                   | 18                  | 2                   | 1                   | 634   | 42    | 28    |

### En sélections nationales
| Saison                | Sélection             | Phases finales         | Phases finales | Phases finales | Phases finales | Éliminatoires CDM | Éliminatoires CDM | Éliminatoires CDM | Éliminatoires EURO | Éliminatoires EURO | Éliminatoires EURO | Ligue des Nations | Ligue des Nations | Ligue des Nations | Matchs amicaux | Matchs amicaux | Matchs amicaux | Total | Total | Total |
| Saison                | Sélection             | Compétition            | M              | B              | Pd             | M                 | B                 | Pd                | M                  | B                  | Pd                 | M                 | B                 | Pd                | M              | B              | Pd             | M     | B     | Pd    |
| --------------------- | --------------------- | ---------------------- | -------------- | -------------- | -------------- | ----------------- | ----------------- | ----------------- | ------------------ | ------------------ | ------------------ | ----------------- | ----------------- | ----------------- | -------------- | -------------- | -------------- | ----- | ----- | ----- |
| 2008-2009             | Belgique              | Coupe Kirin 2009       | -              | -              | -              | -                 | -                 | -                 | -                  | -                  | -                  | -                 | -                 | -                 | 2              | 0              | 0              | 2     | 0     | 0     |
| 2009-2010             | Belgique              | -                      | -              | -              | -              | 1                 | 0                 | 0                 | -                  | -                  | -                  | -                 | -                 | -                 | 3              | 0              | 0              | 4     | 0     | 0     |
| 2010-2011             | Belgique              | -                      | -              | -              | -              | -                 | -                 | -                 | 5                  | 0                  | 1                  | -                 | -                 | -                 | -              | -              | -              | 5     | 0     | 1     |
| 2011-2012             | Belgique              | -                      | -              | -              | -              | -                 | -                 | -                 | 1                  | 0                  | 0                  | -                 | -                 | -                 | 5              | 0              | 0              | 6     | 0     | 0     |
| 2012-2013             | Belgique              | -                      | -              | -              | -              | 5                 | 0                 | 1                 | -                  | -                  | -                  | -                 | -                 | -                 | 3              | 0              | 0              | 8     | 0     | 1     |
| 2013-2014             | Belgique              | Coupe du monde 2014    | 4              | 0              | 0              | 3                 | 0                 | 0                 | -                  | -                  | -                  | -                 | -                 | -                 | 7              | 1              | 0              | 14    | 1     | 0     |
| 2014-2015             | Belgique              | -                      | -              | -              | -              | -                 | -                 | -                 | 6                  | 0                  | 3                  | -                 | -                 | -                 | 3              | 0              | 1              | 9     | 0     | 4     |
| 2015-2016             | Belgique              | Euro 2016              | 5              | 1              | 0              | -                 | -                 | -                 | 4                  | 0                  | 0                  | -                 | -                 | -                 | 4              | 0              | 1              | 13    | 1     | 1     |
| 2016-2017             | Belgique              | -                      | -              | -              | -              | 5                 | 1                 | 1                 | -                  | -                  | -                  | -                 | -                 | -                 | 3              | 0              | 0              | 8     | 1     | 1     |
| 2017-2018             | Belgique              | Coupe du monde 2018    | 6              | 0              | 1              | 4                 | 0                 | 0                 | -                  | -                  | -                  | -                 | -                 | -                 | 4              | 0              | 0              | 14    | 0     | 1     |
| 2018-2019             | Belgique              | -                      | -              | -              | -              | -                 | -                 | -                 | 4                  | 0                  | 0                  | 4                 | 0                 | 0                 | 1              | 0              | 0              | 9     | 0     | 0     |
| 2019-2020             | Belgique              | -                      | -              | -              | -              | -                 | -                 | -                 | 6                  | 2                  | 0                  | -                 | -                 | -                 | -              | -              | -              | 6     | 2     | 0     |
| 2020-2021             | Belgique              | Euro 2020              | 4              | 0              | 0              | 3                 | 0                 | 1                 | -                  | -                  | -                  | 6                 | 0                 | 0                 | 2              | 0              | 0              | 15    | 0     | 1     |
| 2021-2022             | Belgique              | Ligue des nations 2021 | 2              | 0              | 0              | 3                 | 0                 | 0                 | -                  | -                  | -                  | 3                 | 0                 | 1                 | -              | -              | -              | 8     | 0     | 1     |
| 2022-2023             | Belgique              | Coupe du monde 2022    | 3              | 0              | 1              | -                 | -                 | -                 | -                  | -                  | -                  | 2                 | 0                 | 0                 | 1              | 0              | 0              | 6     | 0     | 1     |
| Total sur la carrière | Total sur la carrière | Total sur la carrière  | 24             | 1              | 2              | 24                | 1                 | 3                 | 26                 | 2                  | 4                  | 15                | 0                 | 1                 | 38             | 1              | 2              | 127   | 5     | 12    |

### Matchs internationaux
| Matchs internationaux de Toby Alderweireld, | Matchs internationaux de Toby Alderweireld, | Matchs internationaux de Toby Alderweireld,                 | Matchs internationaux de Toby Alderweireld, | Matchs internationaux de Toby Alderweireld, | Matchs internationaux de Toby Alderweireld, | Matchs internationaux de Toby Alderweireld, | Matchs internationaux de Toby Alderweireld,                          |
| #                                           | Date                                        | Lieu                                                        | Adversaire                                  | Résultat                                    | Compétition                                 | Club                                        | Notes                                                                |
| ------------------------------------------- | ------------------------------------------- | ----------------------------------------------------------- | ------------------------------------------- | ------------------------------------------- | ------------------------------------------- | ------------------------------------------- | -------------------------------------------------------------------- |
| 1                                           | 29 mai 2009                                 | Fukuda Denshi Arena, Chiba, Japon                           | Chili                                       | N 1 - 1                                     | Coupe Kirin 2009                            | Ajax Amsterdam                              | Titulaire.                                                           |
| 2                                           | 31 mai 2009                                 | Stade olympique national, Tokyo, Japon                      | Japon                                       | D 0 - 4                                     | Coupe Kirin 2009                            | Ajax Amsterdam                              | Titulaire, écope d'un carton jaune à la 73e minute de jeu.           |
| 3                                           | 12 août 2009                                | Na Stínadlech, Teplice, Tchéquie                            | Tchéquie                                    | D 1 - 3                                     | Match amical                                | Ajax Amsterdam                              | Entre en jeu à la place de Jan Vertonghen à la 87e minute de jeu.    |
| 4                                           | 14 octobre 2009                             | A. Le Coq Arena, Tallinn, Estonie                           | Estonie                                     | D 0 - 2                                     | Éliminatoires de la Coupe du monde 2010     | Ajax Amsterdam                              | Entre en jeu à la place de Daniel Van Buyten à la 46e minute de jeu. |
| 5                                           | 3 mars 2010                                 | Stade Roi Baudouin, Bruxelles, Belgique                     | Croatie                                     | D 0 - 1                                     | Match amical                                | Ajax Amsterdam                              | Entre en jeu à la place de Thomas Vermaelen à la 83e minute de jeu.  |
| 6                                           | 19 mai 2010                                 | Stade Roi Baudouin, Bruxelles, Belgique                     | Bulgarie                                    | V 2 - 1                                     | Match amical                                | Ajax Amsterdam                              | Titulaire, remplacé par Laurent Ciman à la 64e minute de jeu.        |
| 7                                           | 3 septembre 2010                            | Stade Roi Baudouin, Bruxelles, Belgique                     | Allemagne                                   | D 0 - 1                                     | Éliminatoires de l'Euro 2012                | Ajax Amsterdam                              | Titulaire.                                                           |
| 8                                           | 7 septembre 2010                            | Stade Şükrü Saracoğlu, Istanbul, Turquie                    | Turquie                                     | D 2 - 3                                     | Éliminatoires de l'Euro 2012                | Ajax Amsterdam                              | Titulaire, écope d'un carton jaune à la 93e minute de jeu.           |
| 9                                           | 8 octobre 2010                              | Astana Arena, Astana, Kazakhstan                            | Kazakhstan                                  | V 2 - 0                                     | Éliminatoires de l'Euro 2012                | Ajax Amsterdam                              | Titulaire.                                                           |
| 10                                          | 12 octobre 2010                             | Stade Roi Baudouin, Bruxelles, Belgique                     | Autriche                                    | N 4 - 4                                     | Éliminatoires de l'Euro 2012                | Ajax Amsterdam                              | Titulaire, remplacé par Dedryck Boyata à la 46e minute de jeu.       |
| 11                                          | 3 juin 2011                                 | Stade Roi Baudouin, Bruxelles, Belgique                     | Turquie                                     | N 1 - 1                                     | Éliminatoires de l'Euro 2012                | Ajax Amsterdam                              | Titulaire.                                                           |
| 12                                          | 10 août 2011                                | Stadion Stožice, Ljubljana, Slovénie                        | Slovénie                                    | N 0 - 0                                     | Match amical                                | Ajax Amsterdam                              | Titulaire.                                                           |
| 13                                          | 2 septembre 2011                            | Stade Tofiq-Béhramov, Bakou, Azerbaïdjan                    | Azerbaïdjan                                 | N 1 - 1                                     | Éliminatoires de l'Euro 2012                | Ajax Amsterdam                              | Titulaire.                                                           |
| 14                                          | 6 septembre 2011                            | Stade Roi Baudouin, Bruxelles, Belgique                     | États-Unis                                  | V 1 - 0                                     | Match amical                                | Ajax Amsterdam                              | Titulaire.                                                           |
| 15                                          | 15 novembre 2011                            | Stade de France, Saint-Denis, France                        | France                                      | N 0 - 0                                     | Match amical                                | Ajax Amsterdam                              | Titulaire.                                                           |
| 16                                          | 29 février 2012                             | Stade Pankritio, Héraklion, Grèce                           | Grèce                                       | N 1 - 1                                     | Match amical                                | Ajax Amsterdam                              | Titulaire.                                                           |
| 17                                          | 25 mai 2012                                 | Stade Roi Baudouin, Bruxelles, Belgique                     | Monténégro                                  | N 2 - 2                                     | Match amical                                | Ajax Amsterdam                              | Titulaire.                                                           |
| 18                                          | 15 août 2012                                | Stade Roi Baudouin, Bruxelles, Belgique                     | Pays-Bas                                    | V 4 - 2                                     | Match amical                                | Ajax Amsterdam                              | Entre en jeu à la place de Daniel Van Buyten à la 46e minute de jeu. |
| 19                                          | 12 octobre 2012                             | Stade de l'Étoile rouge, Belgrade, Serbie                   | Serbie                                      | V 3 - 0                                     | Éliminatoires de la Coupe du monde 2014     | Ajax Amsterdam                              | Titulaire.                                                           |
| 20                                          | 16 octobre 2012                             | Stade Roi Baudouin, Bruxelles, Belgique                     | Écosse                                      | V 2 - 0                                     | Éliminatoires de la Coupe du monde 2014     | Ajax Amsterdam                              | Titulaire.                                                           |
| 21                                          | 6 février 2013                              | Stade Jan-Breydel, Bruges, Belgique                         | Slovaquie                                   | V 2 - 1                                     | Match amical                                | Ajax Amsterdam                              | Titulaire.                                                           |
| 22                                          | 22 mars 2013                                | Stade national Philippe II, Skopje, ARY de Macédoine        | Macédoine                                   | V 2 - 0                                     | Éliminatoires de la Coupe du monde 2014     | Ajax Amsterdam                              | Titulaire.                                                           |
| 23                                          | 26 mars 2013                                | Stade Roi Baudouin, Bruxelles, Belgique                     | Macédoine                                   | V 1 - 0                                     | Éliminatoires de la Coupe du monde 2014     | Ajax Amsterdam                              | Titulaire.                                                           |
| 24                                          | 29 mai 2013                                 | FirstEnergy Stadium, Cleveland, États-Unis                  | États-Unis                                  | V 4 - 2                                     | Match amical                                | Ajax Amsterdam                              | Titulaire.                                                           |
| 25                                          | 7 juin 2013                                 | Stade Roi Baudouin, Bruxelles, Belgique                     | Serbie                                      | V 2 - 1                                     | Éliminatoires de la Coupe du monde 2014     | Ajax Amsterdam                              | Titulaire.                                                           |
| 26                                          | 14 août 2013                                | Stade Roi Baudouin, Bruxelles, Belgique                     | France                                      | N 0 - 0                                     | Match amical                                | Ajax Amsterdam                              | Titulaire.                                                           |
| 27                                          | 6 septembre 2013                            | Hampden Park, Glasgow, Écosse                               | Écosse                                      | V 2 - 0                                     | Éliminatoires de la Coupe du monde 2014     | Atlético de Madrid                          | Titulaire.                                                           |
| 28                                          | 11 octobre 2013                             | Stade Maksimir, Zagreb, Croatie                             | Croatie                                     | V 2 - 1                                     | Éliminatoires de la Coupe du monde 2014     | Atlético de Madrid                          | Titulaire.                                                           |
| 29                                          | 15 octobre 2013                             | Stade Roi Baudouin, Bruxelles, Belgique                     | Pays de Galles                              | N 1 - 1                                     | Éliminatoires de la Coupe du monde 2014     | Atlético de Madrid                          | Titulaire.                                                           |
| 30                                          | 14 novembre 2013                            | Stade Roi Baudouin, Bruxelles, Belgique                     | Colombie                                    | D 0 - 2                                     | Match amical                                | Atlético de Madrid                          | Titulaire.                                                           |
| 31                                          | 19 novembre 2013                            | Stade Roi Baudouin, Bruxelles, Belgique                     | Japon                                       | D 2 - 3                                     | Match amical                                | Atlético de Madrid                          | Titulaire et buteur.                                                 |
| 32                                          | 5 mars 2014                                 | Stade Roi Baudouin, Bruxelles, Belgique                     | Côte d'Ivoire                               | N 2 - 2                                     | Match amical                                | Atlético de Madrid                          | Titulaire, remplacé par Anthony Vanden Borre à la 46e minute de jeu. |
| 33                                          | 26 mai 2014                                 | Cristal Arena, Genk, Belgique                               | Luxembourg                                  | V 5 - 1                                     | Match amical                                | Atlético de Madrid                          | Titulaire, remplacé par Anthony Vanden Borre à la 46e minute de jeu. |
| 34                                          | 1er juin 2014                               | Friends Arena, Solna, Suède                                 | Suède                                       | V 2 - 0                                     | Match amical                                | Atlético de Madrid                          | Titulaire.                                                           |
| 35                                          | 7 juin 2014                                 | Stade Roi Baudouin, Bruxelles, Belgique                     | Tunisie                                     | V 1 - 0                                     | Match amical                                | Atlético de Madrid                          | Titulaire, remplacé par Anthony Vanden Borre à la 46e minute de jeu. |
| 36                                          | 17 juin 2014                                | Mineirão, Belo Horizonte, Brésil                            | Algérie                                     | V 2 - 1                                     | Coupe du monde 2014                         | Atlético de Madrid                          | Titulaire.                                                           |
| 37                                          | 22 juin 2014                                | Stade Maracanã, Rio de Janeiro, Brésil                      | Russie                                      | V 1 - 0                                     | Coupe du monde 2014                         | Atlético de Madrid                          | Titulaire, écope d'un carton jaune à la 73e minute de jeu.           |
| 38                                          | 1er juillet 2014                            | Itaipava Arena Fonte Nova, Salvador de Bahia, Brésil        | États-Unis                                  | V 2 - 1 a.p.                                | Coupe du monde 2014                         | Atlético de Madrid                          | Titulaire.                                                           |
| 39                                          | 5 juillet 2014                              | Stade national de Brasilia Mané Garrincha, Brasilia, Brésil | Argentine                                   | D 0 - 1                                     | Coupe du monde 2014                         | Atlético de Madrid                          | Titulaire, écope d'un carton jaune à la 68e minute de jeu.           |
| 40                                          | 4 septembre 2014                            | Stade Maurice-Dufrasne, Liège, Belgique                     | Australie                                   | V 2 - 0                                     | Match amical                                | Southampton FC                              | Titulaire.                                                           |
| 41                                          | 10 octobre 2014                             | Stade Roi Baudouin, Bruxelles, Belgique                     | Andorre                                     | V 6 - 0                                     | Éliminatoires de l'Euro 2016                | Southampton FC                              | Titulaire.                                                           |
| 42                                          | 13 octobre 2014                             | Stade Bilino-Polje, Zenica, Bosnie-Herzégovine              | Bosnie-Herzégovine                          | N 1 - 1                                     | Éliminatoires de l'Euro 2016                | Southampton FC                              | Titulaire.                                                           |
| 43                                          | 12 novembre 2014                            | Stade Roi Baudouin, Bruxelles, Belgique                     | Islande                                     | V 3 - 1                                     | Match amical                                | Southampton FC                              | Titulaire.                                                           |
| 44                                          | 16 novembre 2014                            | Stade Roi Baudouin, Bruxelles, Belgique                     | Pays de Galles                              | N 0 - 0                                     | Éliminatoires de l'Euro 2016                | Southampton FC                              | Titulaire.                                                           |
| 45                                          | 28 mars 2015                                | Stade Roi Baudouin, Bruxelles, Belgique                     | Chypre                                      | V 5 - 0                                     | Éliminatoires de l'Euro 2016                | Southampton FC                              | Titulaire.                                                           |
| 46                                          | 31 mars 2015                                | Stade Teddy, Jérusalem, Israël                              | Israël                                      | V 1 - 0                                     | Éliminatoires de l'Euro 2016                | Southampton FC                              | Titulaire, écope d'un carton jaune à la 19e minute de jeu.           |
| 47                                          | 7 juin 2015                                 | Stade de France, Saint-Denis, France                        | France                                      | V 4 - 3                                     | Match amical                                | Southampton FC                              | Titulaire.                                                           |
| 48                                          | 12 juin 2015                                | Cardiff City Stadium, Cardiff, Pays de Galles               | Pays de Galles                              | D 0 - 1                                     | Éliminatoires de l'Euro 2016                | Southampton FC                              | Titulaire, remplacé par Yannick Carrasco à la 77e minute de jeu.     |
| 49                                          | 3 septembre 2015                            | Stade Roi Baudouin, Bruxelles, Belgique                     | Bosnie-Herzégovine                          | V 3 - 1                                     | Éliminatoires de l'Euro 2016                | Tottenham Hotspur                           | Titulaire.                                                           |
| 50                                          | 6 septembre 2015                            | Stade GSP, Nicosie, Chypre                                  | Chypre                                      | V 1 - 0                                     | Éliminatoires de l'Euro 2016                | Tottenham Hotspur                           | Titulaire.                                                           |
| 51                                          | 10 octobre 2015                             | Estadi Nacional, Andorre-la-Vieille, Andorre                | Andorre                                     | V 4 - 1                                     | Éliminatoires de l'Euro 2016                | Tottenham Hotspur                           | Titulaire.                                                           |
| 52                                          | 13 octobre 2015                             | Stade Roi Baudouin, Bruxelles, Belgique                     | Israël                                      | V 3 - 1                                     | Éliminatoires de l'Euro 2016                | Tottenham Hotspur                           | Titulaire.                                                           |
| 53                                          | 13 novembre 2015                            | Stade Roi Baudouin, Bruxelles, Belgique                     | Italie                                      | V 3 - 1                                     | Match amical                                | Tottenham Hotspur                           | Titulaire.                                                           |
| 54                                          | 28 mai 2016                                 | Stade de Genève, Carouge, Suisse                            | Suisse                                      | V 2 - 1                                     | Match amical                                | Tottenham Hotspur                           | Titulaire.                                                           |
| 55                                          | 1er juin 2016                               | Stade Roi Baudouin, Bruxelles, Belgique                     | Finlande                                    | N 1 - 1                                     | Match amical                                | Tottenham Hotspur                           | Titulaire.                                                           |
| 56                                          | 5 juin 2016                                 | Stade Roi Baudouin, Bruxelles, Belgique                     | Norvège                                     | V 3 - 2                                     | Match amical                                | Tottenham Hotspur                           | Titulaire.                                                           |
| 57                                          | 13 juin 2016                                | Parc Olympique lyonnais, Décines-Charpieu, France           | Italie                                      | D 0 - 2                                     | Euro 2016                                   | Tottenham Hotspur                           | Titulaire.                                                           |
| 58                                          | 18 juin 2016                                | Matmut Atlantique, Bordeaux, France                         | République d'Irlande                        | V 3 - 0                                     | Euro 2016                                   | Tottenham Hotspur                           | Titulaire.                                                           |
| 59                                          | 22 juin 2016                                | Allianz Riviera, Nice, France                               | Suède                                       | V 1 - 0                                     | Euro 2016                                   | Tottenham Hotspur                           | Titulaire.                                                           |
| 60                                          | 26 juin 2016                                | Stadium de Toulouse, Toulouse, France                       | Hongrie                                     | V 4 - 0                                     | Euro 2016                                   | Tottenham Hotspur                           | Titulaire et buteur.                                                 |
| 61                                          | 1er juillet 2016                            | Stade Pierre-Mauroy, Villeneuve-d'Ascq, France              | Pays de Galles                              | D 1 - 3                                     | Euro 2016                                   | Tottenham Hotspur                           | Titulaire, écope d'un carton jaune à la 85e minute de jeu.           |
| 62                                          | 1er septembre 2016                          | Stade Roi Baudouin, Bruxelles, Belgique                     | Espagne                                     | D 0 - 2                                     | Match amical                                | Tottenham Hotspur                           | Titulaire.                                                           |
| 63                                          | 6 septembre 2016                            | Stade GSP, Nicosie, Chypre                                  | Chypre                                      | V 3 - 0                                     | Éliminatoires de la Coupe du monde 2018     | Tottenham Hotspur                           | Titulaire.                                                           |
| 64                                          | 7 octobre 2016                              | Stade Roi Baudouin, Bruxelles, Belgique                     | Bosnie-Herzégovine                          | V 4 - 0                                     | Éliminatoires de la Coupe du monde 2018     | Tottenham Hotspur                           | Titulaire et buteur.                                                 |
| 65                                          | 10 octobre 2016                             | Stade de l'Algarve, Faro, Portugal                          | Gibraltar                                   | V 6 - 0                                     | Éliminatoires de la Coupe du monde 2018     | Tottenham Hotspur                           | Titulaire.                                                           |
| 66                                          | 25 mars 2017                                | Stade Roi Baudouin, Bruxelles, Belgique                     | Grèce                                       | N 1 - 1                                     | Éliminatoires de la Coupe du monde 2018     | Tottenham Hotspur                           | Titulaire.                                                           |
| 67                                          | 28 mars 2017                                | Stade olympique Ficht, Sotchi, Russie                       | Russie                                      | N 3 - 3                                     | Match amical                                | Tottenham Hotspur                           | Titulaire.                                                           |
| 68                                          | 5 juin 2017                                 | Stade Roi Baudouin, Bruxelles, Belgique                     | Tchéquie                                    | V 2 - 1                                     | Match amical                                | Tottenham Hotspur                           | Titulaire.                                                           |
| 69                                          | 9 juin 2017                                 | A. Le Coq Arena, Tallinn, Estonie                           | Estonie                                     | V 2 - 0                                     | Éliminatoires de la Coupe du monde 2018     | Tottenham Hotspur                           | Titulaire.                                                           |
| 70                                          | 31 août 2017                                | Stade Maurice-Dufrasne, Liège, Belgique                     | Gibraltar                                   | V 9 - 0                                     | Éliminatoires de la Coupe du monde 2018     | Tottenham Hotspur                           | Titulaire.                                                           |
| 71                                          | 3 septembre 2017                            | Stade Karaïskakis, Le Pirée, Grèce                          | Grèce                                       | V 2 - 1                                     | Éliminatoires de la Coupe du monde 2018     | Tottenham Hotspur                           | Titulaire.                                                           |
| 72                                          | 7 octobre 2017                              | Stade Grbavica, Sarajevo, Bosnie-Herzégovine                | Bosnie-Herzégovine                          | V 4 - 3                                     | Éliminatoires de la Coupe du monde 2018     | Tottenham Hotspur                           | Titulaire.                                                           |
| 73                                          | 10 octobre 2017                             | Stade Roi Baudouin, Bruxelles, Belgique                     | Chypre                                      | V 4 - 0                                     | Éliminatoires de la Coupe du monde 2018     | Tottenham Hotspur                           | Titulaire.                                                           |
| 74                                          | 27 mars 2018                                | Stade Roi Baudouin, Bruxelles, Belgique                     | Arabie saoudite                             | V 4 - 0                                     | Match amical                                | Tottenham Hotspur                           | Titulaire.                                                           |
| 75                                          | 2 juin 2018                                 | Stade Roi Baudouin, Bruxelles, Belgique                     | Portugal                                    | N 0 - 0                                     | Match amical                                | Tottenham Hotspur                           | Titulaire.                                                           |
| 76                                          | 6 juin 2018                                 | Stade Roi Baudouin, Bruxelles, Belgique                     | Égypte                                      | V 3 - 0                                     | Match amical                                | Tottenham Hotspur                           | Titulaire.                                                           |
| 77                                          | 11 juin 2018                                | Stade Roi Baudouin, Bruxelles, Belgique                     | Costa Rica                                  | V 4 - 1                                     | Match amical                                | Tottenham Hotspur                           | Titulaire.                                                           |
| 78                                          | 18 juin 2018                                | Stade olympique Ficht, Sotchi, Russie                       | Panama                                      | V 3 - 0                                     | Coupe du monde 2018                         | Tottenham Hotspur                           | Titulaire.                                                           |
| 79                                          | 23 juin 2018                                | Otkrytie Arena, Moscou, Russie                              | Tunisie                                     | V 5 - 2                                     | Coupe du monde 2018                         | Tottenham Hotspur                           | Titulaire.                                                           |
| 80                                          | 2 juillet 2018                              | Rostov Arena, Rostov-sur-le-Don, Russie                     | Japon                                       | V 3 - 2                                     | Coupe du monde 2018                         | Tottenham Hotspur                           | Titulaire.                                                           |
| 81                                          | 6 juillet 2018                              | Kazan Arena, Kazan, Russie                                  | Brésil                                      | V 2 - 1                                     | Coupe du monde 2018                         | Tottenham Hotspur                           | Titulaire, écope d'un carton jaune à la 47e minute de jeu.           |
| 82                                          | 10 juillet 2018                             | Zenit Arena, Saint-Pétersbourg, Russie                      | France                                      | D 0 - 1                                     | Coupe du monde 2018                         | Tottenham Hotspur                           | Titulaire, écope d'un carton jaune à la 71e minute de jeu.           |
| 83                                          | 14 juillet 2018                             | Zenit Arena, Saint-Pétersbourg, Russie                      | Angleterre                                  | V 2 - 0                                     | Coupe du monde 2018                         | Tottenham Hotspur                           | Titulaire.                                                           |
| 84                                          | 11 septembre 2018                           | Laugardalsvöllur, Reykjavik, Islande                        | Islande                                     | V 3 - 0                                     | Ligue des nations 2018-2019                 | Tottenham Hotspur                           | Titulaire.                                                           |
| 85                                          | 12 octobre 2018                             | Stade Roi Baudouin, Bruxelles, Belgique                     | Suisse                                      | V 2 - 1                                     | Ligue des nations 2018-2019                 | Tottenham Hotspur                           | Titulaire.                                                           |
| 86                                          | 16 octobre 2018                             | Stade Roi Baudouin, Bruxelles, Belgique                     | Pays-Bas                                    | N 1 - 1                                     | Match amical                                | Tottenham Hotspur                           | Titulaire.                                                           |
| 87                                          | 15 novembre 2018                            | Stade Roi Baudouin, Laeken, Belgique                        | Islande                                     | V 2 - 0                                     | Ligue des nations 2018-2019                 | Tottenham Hotspur                           | Titulaire.                                                           |
| 88                                          | 18 novembre 2018                            | Luzern Arena, Lucerne, Suisse                               | Suisse                                      | D 2 - 5                                     | Ligue des nations 2018-2019                 | Tottenham Hotspur                           | Titulaire.                                                           |
| 89                                          | 21 mars 2019                                | Stade Roi Baudouin, Bruxelles, Belgique                     | Russie                                      | V 3 - 1                                     | Éliminatoires de l'Euro 2020                | Tottenham Hotspur                           | Titulaire.                                                           |
| 90                                          | 24 mars 2019                                | Stade GSP, Nicosie, Chypre                                  | Chypre                                      | V 2 - 0                                     | Éliminatoires de l'Euro 2020                | Tottenham Hotspur                           | Titulaire.                                                           |
| 91                                          | 8 juin 2019                                 | Stade Roi Baudouin, Bruxelles, Belgique                     | Kazakhstan                                  | V 3 - 0                                     | Éliminatoires de l'Euro 2020                | Tottenham Hotspur                           | Titulaire.                                                           |
| 92                                          | 11 juin 2019                                | Stade Roi Baudouin, Bruxelles, Belgique                     | Écosse                                      | V 3 - 0                                     | Éliminatoires de l'Euro 2020                | Tottenham Hotspur                           | Titulaire.                                                           |
| 93                                          | 6 septembre 2019                            | Stadio Olimpico, Serravalle, Saint-Marin                    | Saint-Marin                                 | V 4 - 0                                     | Éliminatoires de l'Euro 2020                | Tottenham Hotspur                           | Titulaire.                                                           |
| 94                                          | 9 septembre 2019                            | Hampden Park, Glasgow, Écosse                               | Écosse                                      | V 4 - 0                                     | Éliminatoires de l'Euro 2020                | Tottenham Hotspur                           | Titulaire et buteur.                                                 |
| 95                                          | 10 octobre 2019                             | Stade Roi Baudouin, Bruxelles, Belgique                     | Saint-Marin                                 | V 9 - 0                                     | Éliminatoires de l'Euro 2020                | Tottenham Hotspur                           | Titulaire et buteur.                                                 |
| 96                                          | 13 octobre 2019                             | Astana Arena, Noursoultan, Kazakhstan                       | Kazakhstan                                  | V 2 - 0                                     | Éliminatoires de l'Euro 2020                | Tottenham Hotspur                           | Titulaire.                                                           |
| 97                                          | 16 novembre 2019                            | Gazprom Arena, Saint-Pétersbourg, Russie                    | Russie                                      | V 4 - 1                                     | Éliminatoires de l'Euro 2020                | Tottenham Hotspur                           | Titulaire.                                                           |
| 98                                          | 19 novembre 2019                            | Stade Roi Baudouin, Bruxelles, Belgique                     | Chypre                                      | V 6 - 1                                     | Éliminatoires de l'Euro 2020                | Tottenham Hotspur                           | Titulaire.                                                           |
| 99                                          | 5 septembre 2020                            | Parken Stadium, Copenhague, Danemark                        | Danemark                                    | V 2 - 0                                     | Ligue des nations 2020-2021                 | Tottenham Hotspur                           | Titulaire.                                                           |
| 100                                         | 8 septembre 2020                            | Stade Roi Baudouin, Bruxelles, Belgique                     | Islande                                     | V 5 - 1                                     | Ligue des nations 2020-2021                 | Tottenham Hotspur                           | Titulaire et capitaine.                                              |
| 101                                         | 11 octobre 2020                             | Stade de Wembley, Londres, Angleterre                       | Angleterre                                  | D 1 - 2                                     | Ligue des nations 2020-2021                 | Tottenham Hotspur                           | Titulaire.                                                           |
| 102                                         | 14 octobre 2020                             | Laugardalsvöllur, Reykjavik, Islande                        | Islande                                     | V 2 - 1                                     | Ligue des nations 2020-2021                 | Tottenham Hotspur                           | Titulaire.                                                           |
| 103                                         | 15 novembre 2020                            | Stade Den Dreef, Louvain, Belgique                          | Angleterre                                  | V 2 - 0                                     | Ligue des nations 2020-2021                 | Tottenham Hotspur                           | Titulaire, écope d'un carton jaune à la 51e minute de jeu.           |
| 104                                         | 18 novembre 2020                            | Stade Den Dreef, Louvain, Belgique                          | Danemark                                    | V 4 - 2                                     | Ligue des nations 2020-2021                 | Tottenham Hotspur                           | Titulaire.                                                           |
| 105                                         | 24 mars 2021                                | Stade Den Dreef, Louvain, Belgique                          | Pays de Galles                              | V 3 - 1                                     | Éliminatoires de la Coupe du monde 2022     | Tottenham Hotspur                           | Titulaire.                                                           |
| 106                                         | 27 mars 2021                                | Sinobo Stadium, Prague, Tchéquie                            | Tchéquie                                    | N 1 - 1                                     | Éliminatoires de la Coupe du monde 2022     | Tottenham Hotspur                           | Titulaire.                                                           |
| 107                                         | 30 mars 2021                                | Stade Den Dreef, Louvain, Belgique                          | Biélorussie                                 | V 8 - 0                                     | Éliminatoires de la Coupe du monde 2022     | Tottenham Hotspur                           | Titulaire.                                                           |
| 108                                         | 3 juin 2021                                 | Stade Roi Baudouin, Bruxelles, Belgique                     | Grèce                                       | N 1 - 1                                     | Match amical                                | Tottenham Hotspur                           | Titulaire, remplacé par Youri Tielemans à la 82e minute de jeu.      |
| 109                                         | 6 juin 2021                                 | Stade Roi Baudouin, Bruxelles, Belgique                     | Croatie                                     | V 1 - 0                                     | Match amical                                | Tottenham Hotspur                           | Titulaire.                                                           |
| 110                                         | 12 juin 2021                                | Gazprom Arena, Saint-Pétersbourg, Russie                    | Russie                                      | V 3 - 0                                     | Euro 2020                                   | Tottenham Hotspur                           | Titulaire.                                                           |
| 111                                         | 17 juin 2021                                | Parken Stadium, Copenhague, Danemark                        | Danemark                                    | V 2 - 1                                     | Euro 2020                                   | Tottenham Hotspur                           | Titulaire.                                                           |
| 112                                         | 27 juin 2021                                | Stade La Cartuja, Séville, Espagne                          | Portugal                                    | V 1 - 0                                     | Euro 2020                                   | Tottenham Hotspur                           | Titulaire, écope d'un carton jaune à la 81e minute de jeu.           |
| 113                                         | 2 juillet 2021                              | Allianz Arena, Munich, Allemagne                            | Italie                                      | D 1 - 2                                     | Euro 2020                                   | Tottenham Hotspur                           | Titulaire.                                                           |
| 114                                         | 2 septembre 2021                            | A. Le Coq Arena, Tallinn, Estonie                           | Estonie                                     | V 5 - 2                                     | Éliminatoires de la Coupe du monde 2022     | Al-Duhail SC                                | Titulaire, remplacé par Leander Dendoncker à la 83e minute de jeu.   |
| 115                                         | 5 septembre 2021                            | Stade Roi Baudouin, Bruxelles, Belgique                     | Tchéquie                                    | V 3 - 0                                     | Éliminatoires de la Coupe du monde 2022     | Al-Duhail SC                                | Titulaire.                                                           |
| 116                                         | 8 septembre 2021                            | Ak Bars Arena, Kazan, Russie                                | Biélorussie                                 | V 1 - 0                                     | Éliminatoires de la Coupe du monde 2022     | Al-Duhail SC                                | Titulaire et capitaine.                                              |
| 117                                         | 7 octobre 2021                              | Juventus Stadium, Turin, Italie                             | France                                      | D 2 - 3                                     | Ligue des nations 2020-2021                 | Al-Duhail SC                                | Titulaire.                                                           |
| 118                                         | 10 octobre 2021                             | Juventus Stadium, Turin, Italie                             | Italie                                      | D 1 - 2                                     | Ligue des nations 2020-2021                 | Al-Duhail SC                                | Titulaire, écope d'un carton jaune à la 63e minute de jeu.           |
| 119                                         | 3 juin 2022                                 | Stade Roi Baudouin, Bruxelles, Belgique                     | Pays-Bas                                    | D 1 - 4                                     | Ligue des nations 2022-2023                 | Al-Duhail SC                                | Titulaire.                                                           |
| 120                                         | 8 juin 2022                                 | Stade Roi Baudouin, Bruxelles, Belgique                     | Pologne                                     | V 6 - 1                                     | Ligue des nations 2022-2023                 | Al-Duhail SC                                | Titulaire.                                                           |
| 121                                         | 14 juin 2022                                | Stade national, Varsovie, Pologne                           | Pologne                                     | V 1 - 0                                     | Ligue des nations 2022-2023                 | Al-Duhail SC                                | Titulaire.                                                           |
| 122                                         | 22 septembre 2022                           | Stade Roi Baudouin, Bruxelles, Belgique                     | Pays de Galles                              | V 2 - 1                                     | Ligue des nations 2022-2023                 | Royal Antwerp FC                            | Titulaire.                                                           |
| 123                                         | 25 septembre 2022                           | Johan Cruyff Arena, Amsterdam, Pays-Bas                     | Pays-Bas                                    | D 0 - 1                                     | Ligue des nations 2022-2023                 | Royal Antwerp FC                            | Titulaire.                                                           |
| 124                                         | 18 novembre 2022                            | Stade international Jaber Al-Ahmad (en), Koweït, Koweït     | Égypte                                      | D 1 - 2                                     | Match amical                                | Royal Antwerp FC                            | Titulaire.                                                           |
| 125                                         | 23 novembre 2022                            | Stade Ahmed-ben-Ali, Al Rayyan, Qatar                       | Canada                                      | V 1 - 0                                     | Coupe du monde 2022                         | Royal Antwerp FC                            | Titulaire.                                                           |
| 126                                         | 27 novembre 2022                            | Stade d'Al-Thumama, Doha, Qatar                             | Maroc                                       | D 0 - 2                                     | Coupe du monde 2022                         | Royal Antwerp FC                            | Titulaire.                                                           |
| 127                                         | 1er décembre 2022                           | Stade Ahmed-ben-Ali, Al Rayyan, Qatar                       | Croatie                                     | N 0 - 0                                     | Coupe du monde 2022                         | Royal Antwerp FC                            | Titulaire.                                                           |

### Buts internationaux
| Buts internationaux de Toby Alderweireld, | Buts internationaux de Toby Alderweireld, | Buts internationaux de Toby Alderweireld, | Buts internationaux de Toby Alderweireld, | Buts internationaux de Toby Alderweireld, | Buts internationaux de Toby Alderweireld, | Buts internationaux de Toby Alderweireld, | Buts internationaux de Toby Alderweireld, | Buts internationaux de Toby Alderweireld, | Buts internationaux de Toby Alderweireld, |
| #                                         | Date                                      | Lieu                                      | Adversaire                                | Résultat                                  | Compétition                               | Détail                                    | Détail                                    | Détail                                    | Cape                                      |
| ----------------------------------------- | ----------------------------------------- | ----------------------------------------- | ----------------------------------------- | ----------------------------------------- | ----------------------------------------- | ----------------------------------------- | ----------------------------------------- | ----------------------------------------- | ----------------------------------------- |
| 1                                         | 19 novembre 2013                          | Stade Roi Baudouin, Bruxelles, Belgique   | Japon                                     | D 2 - 3                                   | Match amical                              | 79e                                       | de la tête                                | 2-3                                       | 31e                                       |
| 2                                         | 26 juin 2016                              | Stadium de Toulouse, Toulouse, France     | Hongrie                                   | V 4 - 0                                   | Euro 2016                                 | 10e                                       | de la tête                                | 0-1                                       | 60e                                       |
| 3                                         | 7 octobre 2016                            | Stade Roi Baudouin, Bruxelles, Belgique   | Bosnie-Herzégovine                        | V 4 - 0                                   | Éliminatoires de la Coupe du monde 2018   | 60e                                       | du pied droit                             | 3-0                                       | 64e                                       |
| 4                                         | 9 septembre 2019                          | Hampden Park, Glasgow, Écosse             | Écosse                                    | V 4 - 0                                   | Éliminatoires de l'Euro 2020              | 32e                                       | de la tête                                | 0-3                                       | 94e                                       |
| 5                                         | 10 octobre 2019                           | Stade Roi Baudouin, Bruxelles, Belgique   | Saint-Marin                               | V 9 - 0                                   | Éliminatoires de l'Euro 2020              | 43e                                       | du pied droit                             | 5-0                                       | 95e                                       |

## Palmarès

### En club
|  |  | Ajax Amsterdam - Championnat des Pays-Bas (3) : - Champion : 2011, 2012 et 2013. - Vice-champion : 2010. - Coupe des Pays-Bas (1) : - Vainqueur : 2010. - Finaliste : 2011. - Johan Cruijff Schaal (1) : - Vainqueur : 2013. - Finaliste : 2010, 2011 et 2012. |  | Atlético Madrid - Championnat d'Espagne (1) : - Champion : 2014. - Ligue des champions : - Finaliste : 2014. |  | Tottenham Hotspur - Championnat d'Angleterre : - Vice-champion : 2017. - Coupe de la Ligue : - Finaliste : 2021. - Ligue des champions : - Finaliste : 2019. |  | Al-Duhail SC - Championnat du Qatar : - Vice-champion : 2022. - Coupe du Qatar (1) : - Vainqueur : 2022. |  | Royal Antwerp FC - Championnat de Belgique (1) : - Champion : 2023. - Coupe de Belgique (1) : - Vainqueur : 2023. - Finaliste : 2024. - Supercoupe de Belgique (1) : - Vainqueur : 2023. |

### En sélections nationales
|  |  | Belgique - Coupe du monde : - Troisième : 2018. - Ligue des nations : - Quatrième : 2021. |

### Distinctions personnelles
- Talent de l'Ajax Amsterdam de l'année 2010.
- Membre de l'équipe type de Premier League en 2016.
- Meilleur joueur de Tottenham pour la saison 2015-2016.
- Membre de l'équipe type de la Ligue Europa en 2016[26].
- Soulier d'or belge en 2023.